# Lotay Tshering
Lotay Tshering (Dzongkha: བློ་གྲོས་ཚེ་རིང་; Dalukha, 10 mei 1969) is een Bhutaans politicus en arts. Van 7 november 2018 tot 1 november 2023 was hij de premier van Bhutan.

## Biografie
Tshering werd in 1969 geboren in een klein bergdorpje genaamd Dalukha, niet ver van de hoofdplaats Thimphu. Hij studeerde onder andere aan de Universiteit van Dhaka (Bangladesh) en behaalde daar in 2001 zijn diploma Bachelor of Science. In 2007 studeerde hij in Wisconsin (met behulp van een beurs van de Wereldgezondheidsorganisatie). Hij keerde kort daarna terug naar Bhutan en was lange tijd de enige gekwalificeerde uroloog in het land. In 2014 behaalde hij zijn Master of Business Administration aan de Universiteit van Canberra in Australië.
Tijdens de parlementsverkiezingen van 2018 werd hij met 3.662 stemmen gekozen tot de derde premier van het land, waarmee hij de in 2013 aangetreden Tshering Tobgay verving. Hij diende één termijn van vijf jaar en trad in november 2023 af in de aanloop naar nieuwe parlementsverkiezingen.
Tshering is gehuwd met arts Ugyen Dema en samen hebben ze drie kinderen, waarvan twee geadopteerd. 